# Yahima Ramirez
Yahima Ramirez (* 10. Oktober 1979 in Alto Songo, Kuba) ist eine kubanisch-portugiesische Judoka.
Ramirez ist ursprünglich Kubanerin und gehörte bereits der kubanischen Nationalauswahl an. Von 1998 bis 2005 absolvierte sie in Havanna ein Sportstudium, das sie mit der Licenciatura abschloss. Später ging sie nach Portugal und erwarb 2007 zusätzlich die portugiesische Staatsangehörigkeit. Von Februar 2006 bis August 2008 unterrichtete sie an der Sporthochschule von Rio Maior.
Sie wurde zwischen 2008 und 2011 vier Mal in Folge portugiesische Meisterin in der Gewichtsklasse über 70 Kilogramm. 2008 gewann sie bei der Europameisterschaft in Lissabon in der Gewichtsklasse bis 78 Kilogramm die Bronzemedaille. Bei den Europameisterschaften 2009 und 2012 wurde sie jeweils Siebte. Bei den Olympischen Spielen 2012 in London schied sie in der ersten Runde aus.